# Honey and Salt: Music Inspired by the Poetry of Carl Sandburg
Honey and Salt: Music Inspired by the Poetry of Carl Sandburg ist ein Lyrik- und Jazzalbum von Matt Wilson, das am 17. und 18. Oktober 2016 in Pipersville, Bucks County, Pennsylvania aufgenommen und am 25. August 2017 bei Palmetto Records veröffentlicht wurde. Der Albumtitel Honey and Salt ist einer Sammlung von Carl Sandburgs Gedichten aus dem Jahr 1963 entlehnt.

## Hintergrund
„Der eifrige Schlagzeuger Matt Wilson hat auf seiner neuesten Veröffentlichung Honey and Salt eine Musiksuite kreiert, die den nackten, stoischen Vers eines der großen amerikanischen Dichters Carl Sandburg belebt. Wilson schreibt seine Verbindungen zu diesem Schriftsteller in den Liner Notes an; beide sind aus dem Westen der USA, beide sind schwedischer Abstammung, durch Heirat weitläufig miteinander verwandt und Wilson wurde nur eine Stadt von Sandburgs Geburtsort Galesburg, Illinois, entfernt geboren. Neben den geographischen Beziehungen pflegte der eklektische Trommler eine weit entfernte familiäre Beziehung zu dem Dichter, die drei Generationen zurückliegt. Wilson war fasziniert von der Arbeit des Dichters, seit er an einer Hochschularbeit über Sandburg arbeitete und überraschenderweise das Interesse des Mannes an Jazzmusik entdeckte.“
Matt Wilson interessierte sich seit langem für Carl Sandburgs Gedichte: Sein Debüt als Bandleader, Wave Follows Wave (Palmetto, 1996), wurde nach einem Sandburg-Gedicht benannt; Humidity (Palmetto, 2003) enthielt eine Sandburg-Bearbeitung von Wall Shadows; und An Attitude for Graditude (Palmetto, 2012) präsentierte das von Sandburg inspirierten Bubbles. Dieses Projekt (das 2002 mit Hilfe eines Chamber Music America New Works-Stipendiums begonnen wurde) ist jedoch völlig von der Poesie inspiriert und fällt mit dem 50. Todestag von Sandburg (der im Juli 1967 starb) zusammen, blickt auf den Januar 2018 und den 140. Jahrestag seiner Geburt. Matt Wilson äußerte sich zu dem Projekt:

„Ich glaube, ich bin mehr zu Carl Sandburg gekommen, als ich an der Universität diese Hausarbeit gemacht habe, und entdeckte, dass er Jazz mochte, was eine Verbindung zu meiner Welt herstellte. Wenn Sie Ihr Zuhause verlassen, bekommen Sie oft ein neues Gefühl von Stolz auf Ihre Wurzeln. Ich fing an, ihn erneut zu besuchen, als ich nach Brooklyn zog. Ich schrieb Wave Follows Wave, nachdem ich ein Buch mit Sandburgs Gedichten in der 7th Street in Brooklyn gekauft hatte.“

Das Album Honey and Salt: Music Inspired by the Poetry of Carl Sandburg beginnt mit Sandburgs Werk über einen Mann, der eine Schüssel Suppe isst. Das 63 Wörter umfassende Gedicht Soup wird mit einem langsamen Blues-Beat eröffnet. Die unauffällige Stimme der Gitarristin Dawn Thomson singt oder spricht die Worte des Dichters, während sie Wilsons wellige Melodielinie verfolgt. Der Trompeter/Kornettist Ron Miles und der Holzbläser Jeff Lederer weben durchgehend eine Serpentinenlinie, während Thomson einige zackige Gitarrenlinien spielt.

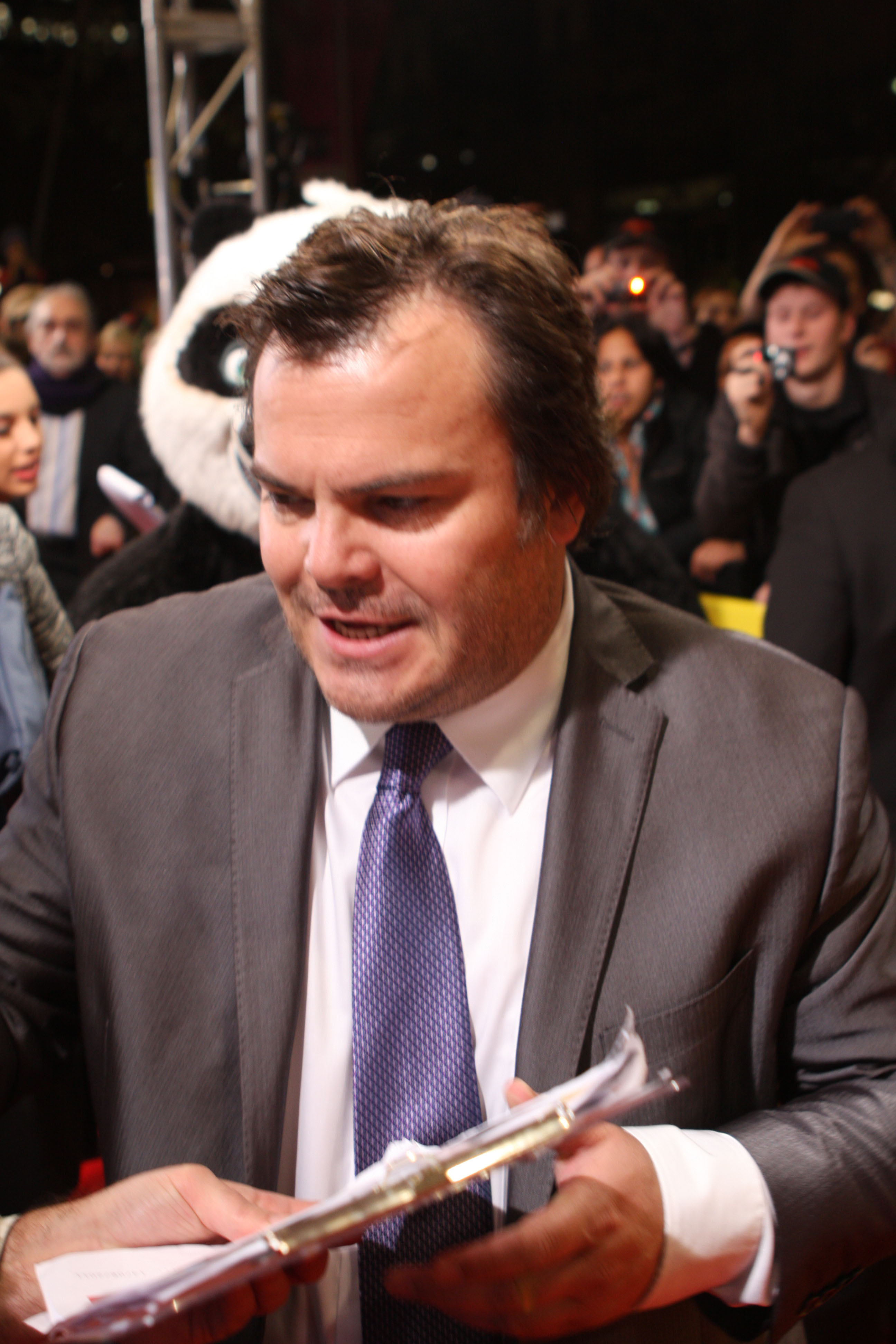
Der Komiker Jack Black

Für das Projekt engagierte Wilson eine Gruppe von Jazzmusikern, „interessanterweise nicht als Musiker, sondern als Vorleser“; der Bassist Christian McBride liest etwa Sandburgs Anywhere and Everywhere People. In „Wilsons sinnlicher Musik“ zu Night Stuff, mit der tief klingenden Bassklarinette von Jeff Lederer ertönt die und die klingende, Grace Slick ähnliche Stimme von Dawn Thomson. Der Gitarrist John Scofield liest das verspielte We Must Be Polite vor, „das Wilson mit einem New Orleans-Shuffle vorantreibt und ein hupendes, quietschendes Solo“ Lederers bietet. Prairie Barn wird von Lederer gelesen, das Wilson wie ein Stück Americana behandelt, „mit seinen einsamen, weich gespielten Gitarrenlinien, die über den perkussiven Windglockeneffekt des Schlagzeugers gespielt werden.“
Der Komödiant Jack Black, dessen Verbindung mit dem Jazz auf Grund seiner Ehe mit der Tochter des Bassisten Charlie Haden besteht, liest auf Snatch of Sliphorn Jazz. Paper II ist das Gedicht, das Wilson auf die geradlinigste Art und Weise des Jazz behandelt; Gitarrist Bill Frisell liest den Vers über Thomsons Gitarrenakkorde. Lederer und Miles beschwören in ihrem Spiel unverkennbar die Blue Note-Ära herauf. „Der raue Bariton des Bassisten Rufus Reid liest die Zeilen von Sandburgs Trafficker, einer düsteren Vision einer ziemlich verzweifelten, erfolglosen Frau der Nacht. Wilson benutzt seine wackligen Bürsten als Windspaziergänge und ein gedämpfter Miles bestimmt die nächtliche Szene.“
Das kurze Gedicht Paper I präsentiert die Stimme des Saxophonisten Joe Lovano, der wiederum über den Gitarrenakkorden von Thomson steht. Lovanos kühle Kadenz und glatte Wendungen verleihen dem Vers eine Hipster-Stimmung: „Bist du ein Schriftsteller oder ein Wrapper?“ Man könnte fast das Wort „Rapper“ durch den „Wrapper“ des Gedichts ersetzen, und für die modernen Hörer würde es ein ganz neues geben Bedeutung, so Ralph A. Miriello in seiner Rezension. Abgesehen von Wilsons eigener Lesung von As Wave Follows Wave ist die letzte Rezitatorin die Komponistin und Pianistin Carla Bley, die sich mit dem Poem To Know Silence Perfectly befasst. „Das Album endet mit dem fröhlichen ‚Daybreak‘; in Wilsons ‚typisch fröhlicher Art‘ spielt der Drummer eine weitere vom New Orleans Jazz inspirierte Mischung, eine Jambalaya aus verschlungenen Klarinetten und Trompetenlinien.“
Sandburg selbst ist in Fog zu hören; seine Stimme wurde aus einer Aufnahme von 1968 entnommen und einer launischen Solo-Drum-Improvisation von Wilson gegenübergestellt.

## Titelliste
- Matt Wilson: Honey and Salt: Music Inspired by the Poetry of Carl Sandburg (Palmetto MEGA2184)[5]

- 1. Soup 4:52

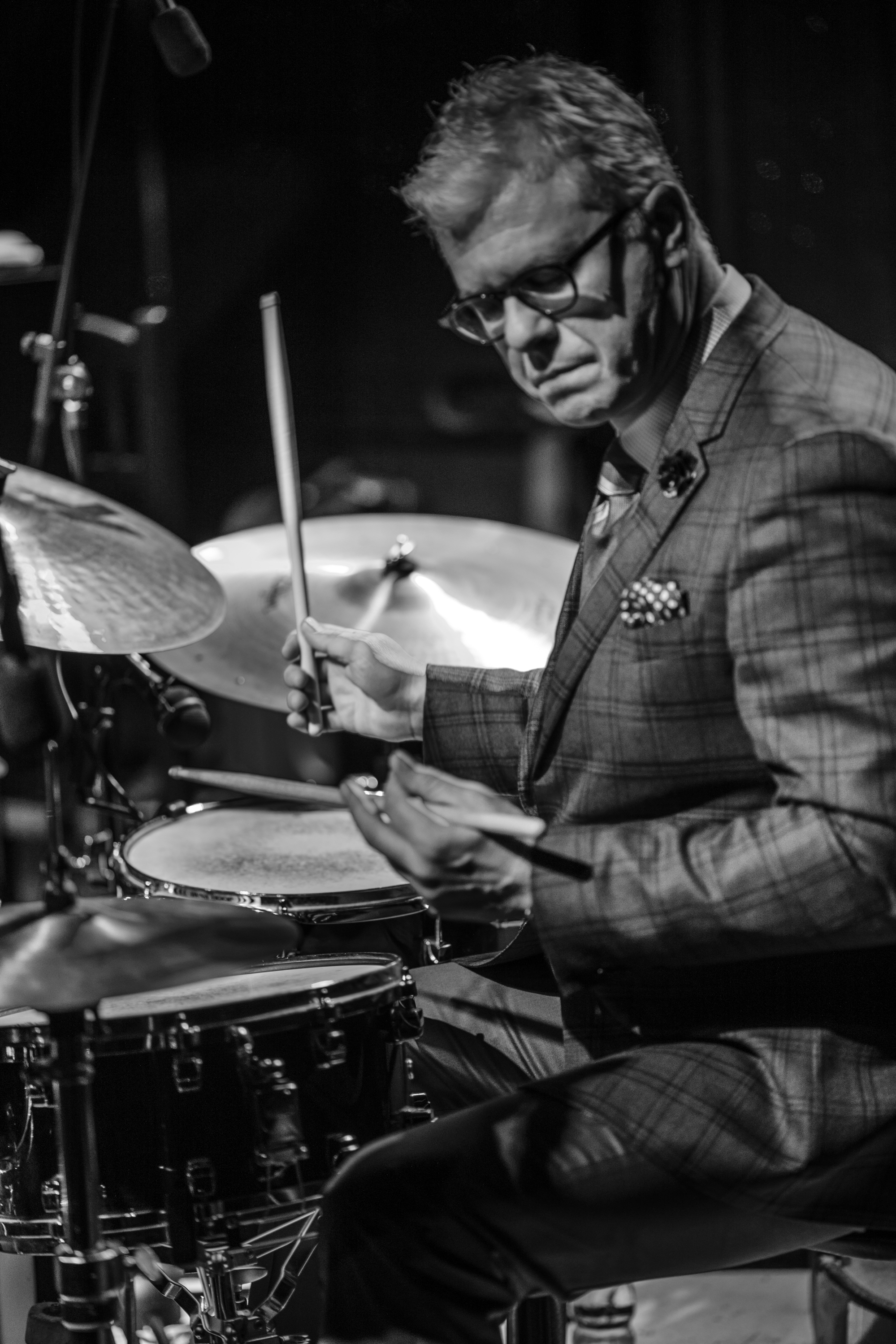
Matt Wilson (2017)

  2. Anywhere and Everywhere People (Christian McBride, reader) 3:57
  3. As Wave Follows Wave (Matt Wilson, reader) 3:47
  4. Night Stuff 6:28
  5. We Must Be Polite (John Scofield, reader) 3:47
  6. Fog (Carl Sandburg, reader) 2:54
  7. Choose 3:12
  8. Prairie Barn (Jeff Lederer, reader) 2:15
  9. Offering and Rebuff 3:24
  10. Stars, Songs, Faces 2:58
  11. Bringers 4:24
  12. Snatch of Sliphorn Jazz (Jack Black, Reader) 3:31
  13. Paper 2 (Bill Frisell, reader) 5:25
  14. Trafficker (Rufus Reid, reader) 1:50
  15. Paper 1 (Joe Lovano, reader) 0:44
  16. I Sang 4:07
  17. To Know Silence Perfectly (Carla Bley, reader) 2:38
  18. Daybreak 3:49

## Rezeption
Bei den JJA-Awards der Jazz Journalists Association wurde Honey and Salt 2018 zum Album des Jahres gewählt. Der Down Beat verlieh dem Album die Höchstnote von fünf Sternen; dessen Autor Jim Macnie lobte, Wilsons Honey and Salt erinnere uns nicht nur daran, „wie wunderlich ein Dichter der Meister wirklich war, sondern auch, wie begabt ein Schlagzeuger und Arrangeur Wilson ist. Das Programm wechselt und wechselt, aber jede Runde führt eine wirklich diskrete Annäherung an den vorliegenden Vers an. Das Kernensemble sei vielseitig genug, um diese Vielfalt abzudecken.“

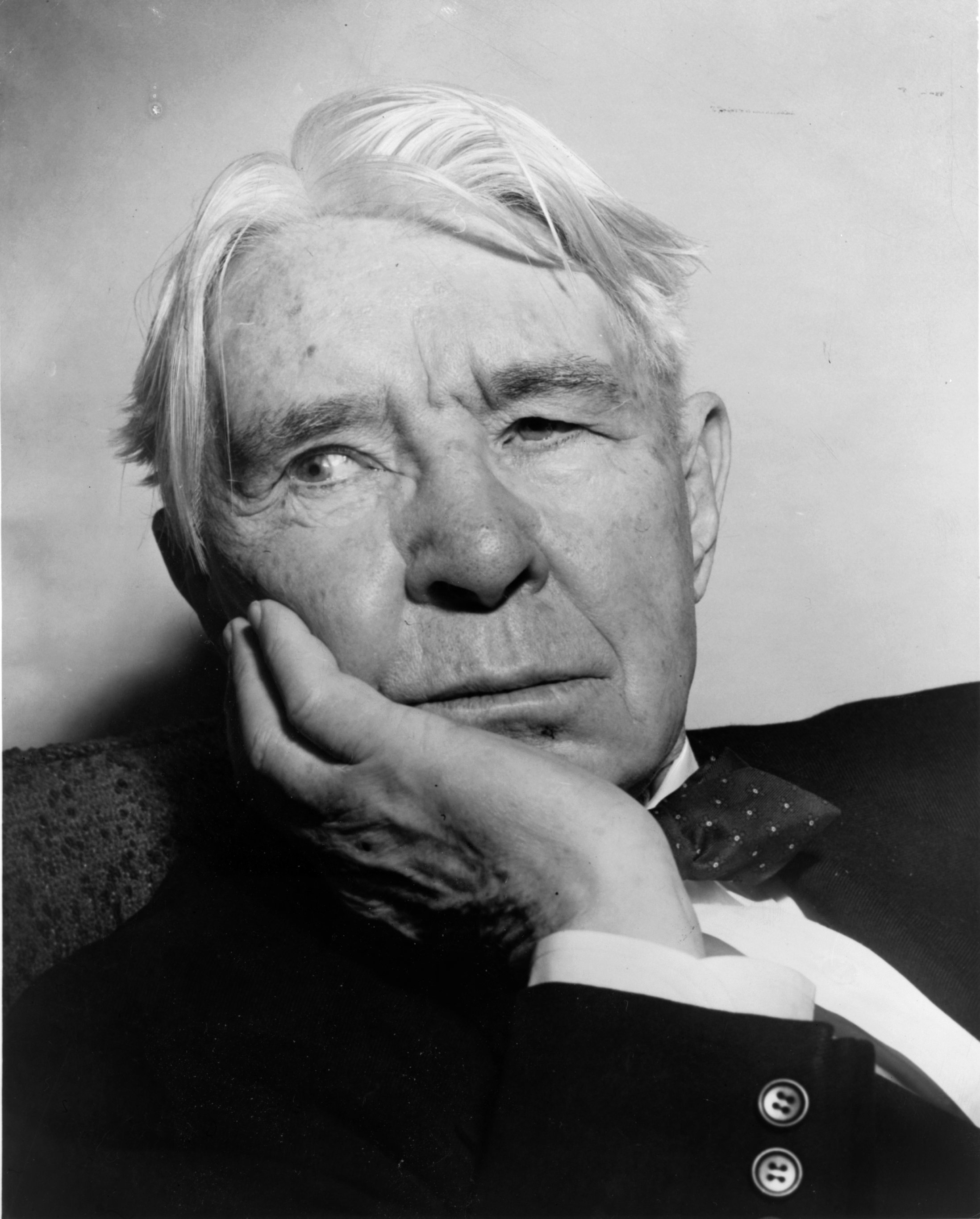
Fotografie von Carl Sandburg von Al Ravenna (1955), die sich auch auf dem Cover von Honey and Salt befindet

Der Jazz-Journalist Ralph A. Miriello schrieb in der Huffington Post: „Aber die Verschmelzung zweier Kunstformen ist immer eine knifflige Angelegenheit. Während Jazz und Lyrik immer Gemeinsamkeiten haben, kann das Mischen der beiden problematisch sein. Diejenigen, die die ungeschminkten Worte des Dichters hören möchten, könnten durch die Interpretation eines Musikers verstoßen werden. Diejenigen, die sich mehr für die Vision des Musikers interessieren, verpassen möglicherweise die Botschaft im Gedicht.“ Doch Wilson habe es nach Ansicht des Autors geschafft, hier den Drahtseilakt zu überwinden. Mit Honey and Salt habe er „eine meisterhafte Musiksammlung kreiert, die sowohl die Wahrhaftigkeit der Sandburgschen Poesie ehrt als auch die Erfahrung des Hörens der Verse bereichert, indem er ihn mit seiner wunderbar ergänzenden Musik kombiniert.“
Wie üblich sei Wilsons energisches Spiel die treibende Kraft hinter dem gesamten Album. „Der Mann strahlt in jedem Schlag seiner Trommel und jedem Aufprall seines Beckens ein Gefühl von Lebendigkeit und Freude aus. Er bringt eine Reihe von Emotionen in alle achtzehn Gedichte, von denen jedes hier musikalisch ausgedrückt wurde. Die Gedichte stammen alle aus The Complete Works of Carl Sandburg, das 1970 veröffentlicht wurde. Wilsons lebenslange Bewunderung für den Dichter Carl Sandburg wurde nun mit Honey and Salt, einem echten musikalischen Ausdruck der Wertschätzung, festgeschrieben. Carl Sandburg ist ein amerikanischer Schatz. Mit Honey and Salt habe Wilson einen großartigen neuen Weg geschaffen, um die Poesie dieses Meisters amerikanischer Verse neu zu entdecken.“
Jerome Wilson schrieb in All About Jazz: „Im Laufe der Jahre gab es viele Kombinationen aus Jazz und Poesie, aber der schiere Eklektizismus dieses Projekts macht es zu etwas Besonderem. Wenn Sie die Gedichte vor einem so verrückten Quilt musikalischer Ansätze singen und rezitieren lassen, schätzen Sie die Vielfalt von Sandburgs Schrift.“ Für den Autor sei das einzig vergleichbare Projekt die Zusammenarbeit von Carla Bley mit dem Dichter Paul Haines, in der das epische Escalator over the Hill produziert wurde, aber dieses Werk sei „kompakter und unbeschwerter. Es ist eine frei laufende Suite mit einem schelmischen Humor, der zum Thema passt. Dies ist ganz einfach die beste Arbeit in Matt Wilsons Karriere.“ Ebenfalls in All About Jazz rezensierte Mark Sullivan das Album. Er schrieb, Honey and Salt „fängt die Kombination von Herzhaftem und Süßem ein, die sowohl die Arbeit des Dichters als auch des Schlagzeugers auszeichnet. Populistische Kunst, aber mit einem Vorteil. Wilson hat hier eine der effektivsten Kombinationen aus Jazz und Poesie geschaffen, unterstützt von einer großartigen Band und einem Star-Ensemble von Gastrednern.“

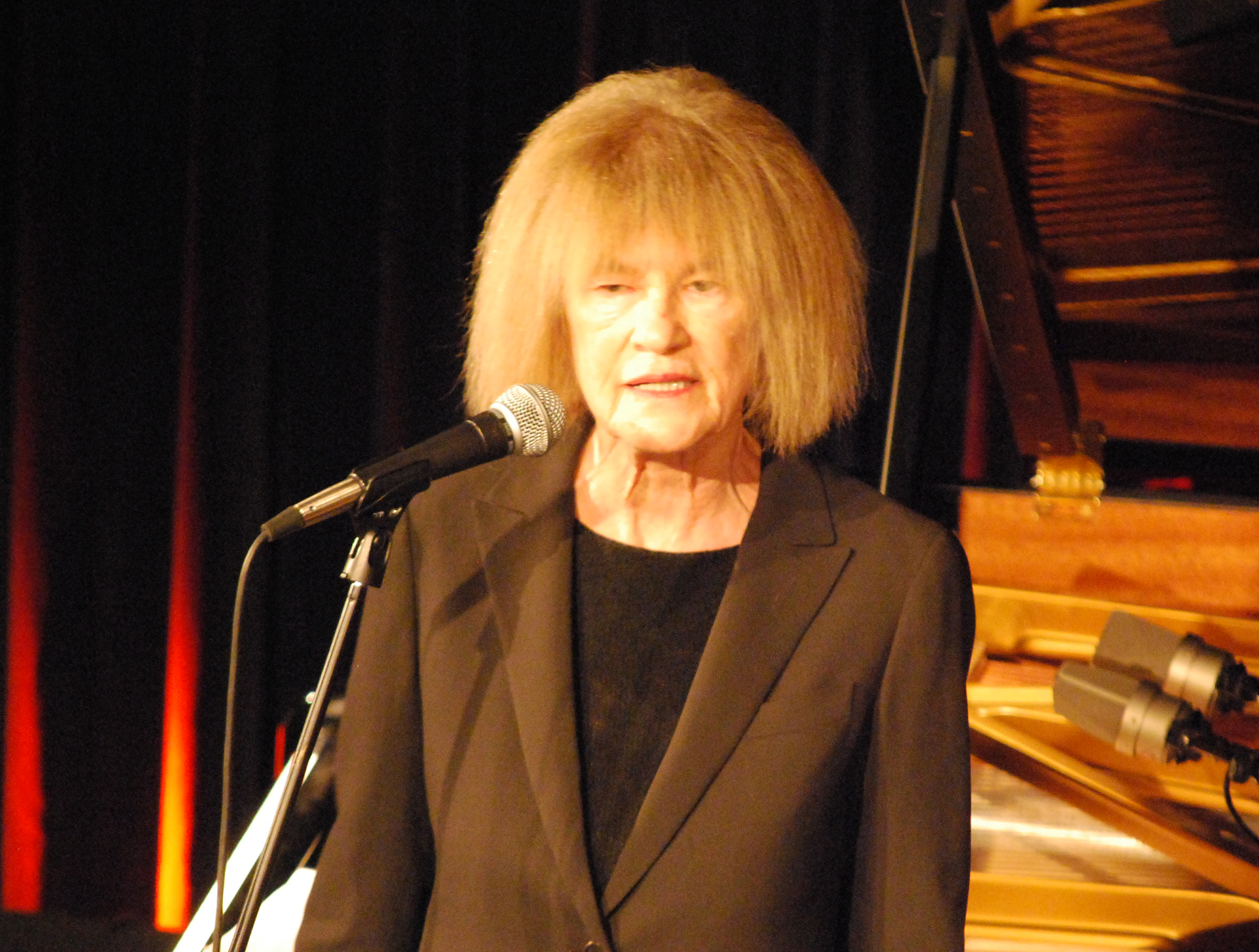
Carla Bley (2009)

Andre Gilbert schrieb in JazzTimes, man könne Honey and Salt als eine der jüngsten Serien ehrgeiziger Veröffentlichungen mit Jazz-Darbietungen mit Poesie betrachten. Aber es sei wirklich eine Quintessenz von Wilson, mit derselben losen und geschmeidigen Sensibilität, die viele seiner vorherigen Alben angeregt habe. Das Album ist in drei Kapiteln mit einem wunderschönen Epilog unterteilt und basiert auf dem konversationellen Rhythmus-Tandem von Wilson und Martin Wind (akustische Bassgitarre) sowie dem Mutt-and-Jeff-Match von Ron Mileses elegantem, coolem Kornett und Jeff Lederers Earthy Bassklarinette, Altsax, Tenor-Saxophon und pfeifende Klarinette.
Die aufschlussreiche Wildcard ist die Gitarristin und Sängerin Dawn Thompson, deren süße, scherzlose Einleitung des Eröffnungsstücks, der knusprige Blues Soup, die Spannungen, die das Projekt beleben, einführt. Der Vers beschreibt ein berühmtes Mittagessen eines berühmten Mannes mit fast surrealen, sich wiederholenden Details, ein Porträt eines „gefrorenen Moments, wenn alle sehen, was sich am Ende jeder Gabelung befindet“, um Sandburgs misanthropische Antithese, William S. Burroughs, zu zitieren. Neben Thompsons Gesang enthält das Album mehrere Instrumental-Tracks und Stücke, die von Musikern rezitiert werden, die Wilson rekrutiert hat. Seine Casting-Entscheidungen, darunter Carla Bley über den unbegleiteten abschließenden Segen „Die Stille perfekt zu kennen, traf immer wieder den Lohn.“
„Mit Ausnahme von Lederers absichtlicher Rezitation von ‚Prairie Barn‘ sagt Wilson, dass die Lesungen der Aufnahme der Musik folgten. Die Ergebnisse sind besser als alles, was hätte geplant werden können, wie Wilsons antikes Setting für den verspielt absurdistischen Vers ‚We must be Polite‘, der von John Scofield mit Poker-Aplomb versehen wurde. ‚Als ich es an John schickte, kam es auf eine ganz andere Weise zurück, als wir erwartet hatten, als würde er seinen Enkelkindern vorlesen. Am Ende war es mächtiger als wenn es übertrieben wäre. Ich sagte nur: „Lies sie so, wie du denkst.“‘
In vielerlei Hinsicht ist Honig und Salz eine Arbeit in Arbeit. Für Konzerte rekrutierte Wilson Musiker, Freunde und sogar Musikkritiker, um Carl Sandburgs Gedichte mit der Band zu rezitieren. es ist ein weiterer Weg, den Wilson gefunden hat, um Leute in seine musikalische Welt einzuladen. Seine Affinität zu Sandburg als Künstler spiegelt seine fortwährende Kampagne wider, um Jazzmusiker dazu zu bringen, neue Wege zu suchen, um mit dem Publikum in Kontakt zu treten.“
„Sandburg gehörte zu einer Zeit, in der Schriftsteller aller Richtungen Sichtbarkeit und Einfluss hatten, die weit über die Möglichkeiten der heutigen bildgebenden Populärkultur hinaus reichte und der bemerkenswert produktive Schriftgelehrte seine Rolle als Schriftsteller ernst nahm. Er war der erste Dichter, der vor dem Kongress sprach, und seine mit dem Pulitzer-Preis ausgezeichnete Abraham Lincoln-Biografie wird immer noch wegen seiner lebhaften Prosa (wenn nicht ihrer historischen Grundlage) gelobt. Aber er entwickelte sich auch im Zeitalter der elektronischen Massenmedien. ‚[Er war] ein halb-regelmäßiges Spiel im Fernsehen, das in What is My Line erschien. und zu diesem Gene Kelly Special, wo er ein Gedicht für Kelly schrieb, das Nelson Riddle vertont hat‘, sagt Wilson. ‚Marilyn Monroe liebte ihn!‘“

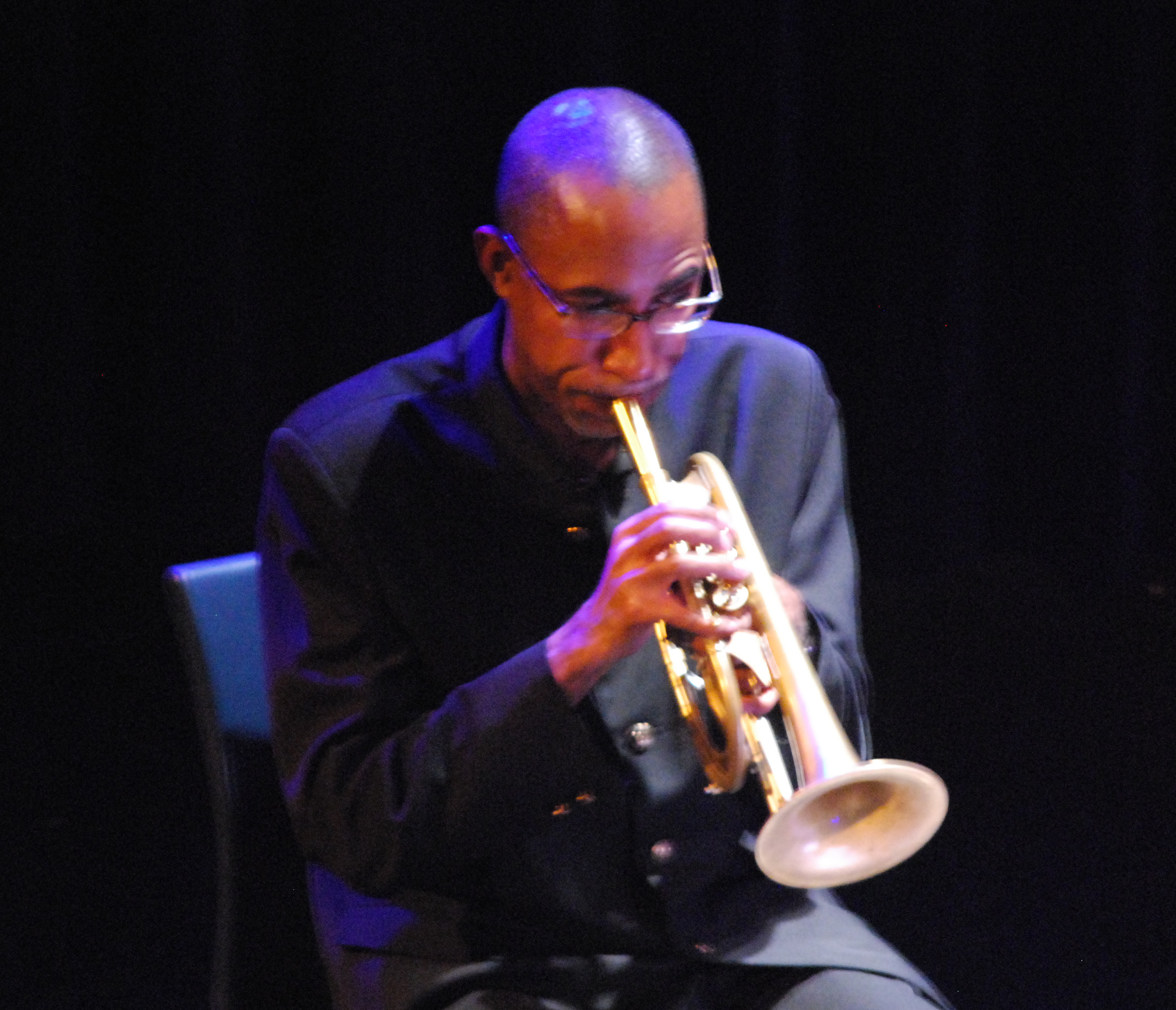
Ron Miles (2009)

Ähnlich wie Wilsons Musik zeitlos und absolut zeitgenössisch wirkt, fängt Sandburgs unkomplizierter Vers universelle Wahrheiten ein, die mit erschreckender Genauigkeit in die heutigen Schlagzeilen passen. Christian McBrides wissende Rezitation von Überall und überall, wo Menschen wirbelt wie ein Röntgenbild unseres Reality-TV-Zeitalters ab („Es gibt Menschen, die so gern gesehen werden wollen / Sie schaffen es fast immer, gesehen zu werden“). Es ist in der Tat auffallend und manchmal deprimierend, wie vorausschauend Sandburg sein könnte. Mit seiner martialischen, gung-ho-Musik ist Wilsons direkteste Einstellung für Choose, ein kurzer Vers aus Chicago Poems, der 1916 veröffentlicht wurde, während eine Generation europäischer Männer in den Gräben des Ersten Weltkrieges ums Leben kam.
Matt Collar verlieh dem Album in Allmusic 4½ (von 5) Sterne und schrieb: „Wenn der befreundete Dichter aus Illinois, Carl Sandburg, und der Schlagzeuger Matt Wilson eine Eigenschaft teilen würden, wäre dies eine Überraschung.“ Sandburg habe mit einem ironischen, skurrilen Ton über den Alltag geschrieben, war auch ein Fan von Jazz und Folk-Musik, „und seine Gedichte zeugen von einer musikalischen, lyrischen Qualität, die gleichzeitig intellektuell einfallsreich und seelenvoll klar ist.“ Das Gleiche gelte auch für Wilson, dessen Sandburg-Tribut „einen spielerischen, einfallsreichen Jazz“ präsentiere, „der die Grenzen zwischen Avantgarde-Improvisation, wiederkäuendem Folk und swingendem, bluesigem Post-Bop überspannt.“ Die Band um Wilson spiele mit einem organischen Überschwang und verwandele so Sandburgs Gedichte in Lieder, etwa Sandburgs Soup in einen erdigen Blues, Night Stuff in ein Kammerstück und We Must Be Polite in eine brodelnde New-Orleans-Second-Line-Marmelade.
Die anderen Titel seien gleichermaßen fesselnd, da Wilson die eindeutig amerikanische Qualität sowohl von Sandburgs Texten als auch des Sounds von Jazz und Folk-Musik hervorhebe, wie in dem Marschband-haften Stars, Songs, Faces und dem Ambient-Country-Twang von Prairie Barn. Zu der spielerischen Überraschung des Albums gehöre auch der Auftritt bekannter Gastkünstler, die Sandburgs Gedichte rezitieren. Der überraschendste und erfreulichste Aspekt von Honey and Salt ist vielleicht, wie geschickt Wilson seine Musik und Sandburgs Schreiben kombiniert hat, ohne dabei die Fähigkeit des Zuhörers zu opfern oder zu begrenzen, beides gleichzeitig zu beschränken.